# Denmark Open 1947
Die Denmark Open 1947 im Badminton fanden in Kopenhagen statt.

## Finalergebnisse
| Disziplin    | Sieger                             | Finalist                        | Ergebnis            |
| ------------ | ---------------------------------- | ------------------------------- | ------------------- |
| Herreneinzel | Poul Holm                          | Jørn Skaarup                    | 14–18, 15–10, 15–11 |
| Dameneinzel  | Tonny Ahm                          | Kirsten Thorndahl               | w.o                 |
| Herrendoppel | Preben Dabelsteen Jørn Skaarup     | Tage Madsen Carl Frøhlke        | 18–15, 11–15, 18–13 |
| Damendoppel  | Aase Schiøtt Jacobsen Marie Ussing | Tonny Ahm Kirsten Thorndahl     | 15–7, 5–15, 15–4    |
| Mixed        | Tage Madsen Kirsten Thorndahl      | Poul Holm Aase Schiøtt Jacobsen | 6–15, 15–4, 15–9    |